# SHIELD
Pour les articles homonymes, voir Shield.
Le SHIELD (typographié « S.H.I.E.L.D. » en VO), est une agence de renseignement, d'intervention et de contre-terrorisme de fiction appartenant à l'univers Marvel de la maison d'édition Marvel Comics. Créée par le scénariste Stan Lee et le dessinateur Jack Kirby, l'organisation apparaît pour la première fois dans le comic book Strange Tales #135 en août 1965.
Dirigé à l'origine par Nick Fury (personnage créé en 1963), un vétéran de la Seconde Guerre mondiale et super-espion borgne, celui-ci en est le directeur historique même si le commandement a été assuré pendant quelque temps par G. W. Bridge. À la suite de sa guerre secrète (en) contre la Latvérie, Fury disparaît de la circulation.
L'organisation est ensuite dirigée par Maria Hill jusqu'aux événements de Civil War. Tony Stark lui succède jusqu'à la dissolution de l'agence, après les événements de Secret Invasion.

## Conception

### À propos du nom
Le nom original « S.H.I.E.L.D. », signifiant « bouclier » en anglais, a été parfois traduit par MIESL (Arédit) ou SERVO (Humanoïdes Associés).
Dans la version française du film Iron Man, SHIELD signifie le bureau « Stratégique Habileté Intervention Exécution et Logistique Défensive ».

### Inspiration
Cette agence a été inspirée par les rumeurs nées du folklore américain affirmant l'existence d'une agence d'espionnage travaillant pour les Nations unies. Dans la réalité, si l'ONU dispose d'une « Cellule d’Analyse Interforces » comme service de renseignement, elle a un pouvoir infime en comparaison des agences nationales, alors que le SHIELD a une autorité supranationale.

## Historique fictionnel

### Origines
Le SHIELD a été créé par l'industriel Howard Stark à la fin de la Seconde Guerre mondiale pour remplacer la Section Scientifique de Réserve (SSR), au départ comme une simple agence de contre-espionnage pour maintenir la paix, mais Stark abandonne le projet car le gouvernement américain n'est pas convaincu. Pourtant, un comité des Nations unies ressort discrètement le projet du placard, intégrant Nick Fury en tant que directeur des opérations (directeur adjoint, ou deuxième dans l'organisation).
Fondé à la suite de la victoire des Alliés sur les puissances de l'Axe et d'HYDRA pendant la Seconde Guerre mondiale, le SHIELD est organisé pour protéger les États-Unis de toutes les menaces extérieures possibles. Avec ses armes de pointe et ses agents spéciaux, le SHIELD était alors peut-être la plus grande puissance militaire de la Terre. Après sa rencontre avec Captain Marvel, le SHIELD est dirigé par Nick Fury et le Conseil de sécurité des Nations unies.
Peu après la guerre, dans le cadre de l'opération Paperclip, le SHIELD recrute les scientifiques de l'Allemagne nazie pour éviter que leur expertise ne tombe entre les mains de l'Union soviétique. Le tristement célèbre Arnim Zola fait partie des scientifiques recrutés, mais il utilise sa nouvelle position pour reconstruire secrètement l'HYDRA. Sans que personne le soupçonne, HYDRA se développe secrètement au sein du SHIELD, orchestrant de nombreuses crises nationales et internationales au cours des décennies suivantes.
Au fil des ans, Alexander Pierce, l'un des membres les plus haut placés du SHIELD et secrétaire à la Défense, est persuadé de rejoindre HYDRA. Plus tard, il rencontre le colonel Nick Fury, un officier distingué de l'armée américaine et vétéran de l'espionnage de la guerre froide, et le persuade de rejoindre l'agence.
En 1989, Alexander Pierce accorde à Werner Reinhardt une libération conditionnelle pour raisons médicales de sa condamnation à perpétuité dans le Raft et permet au général d'HYDRA de retourner en Autriche. Lorsque Howard Stark devient suspect, lui et sa femme Maria sont tués dans un « accident » de voiture, secrètement organisé par HYDRA sur l'île de Long Island en 1991.

### Développement
Dans les années 1960, l'organisation du SHIELD devient une agence de renseignement très bien équipée et sous la juridiction de l'organisation des Nations unies (ONU). La sécurité du siège des Nations unies à New-York dépend de la seule juridiction du SHIELD, ses forces pouvant être employées comme une force de maintien de la paix des Nations unies.
Deux scientifiques du SHIELD, Hank Pym et Bill Foster, coopèrent dans le cadre du projet G.O.L.I.A.T.H. où ils expérimentent les particules créées par Pym afin d'augmenter leur masse corporelle. Foster est capable d'atteindre une taille maximale de vingt et un pieds. Cependant, il décide de quitter le projet et celui-ci est rapidement abandonné à la suite de la démission de Pym du SHIELD.
À l'époque, le SHIELD possède entre autres un mini-héliporteur (base mobile volante) nommé le « Behemoth ». C'est aussi elle qui développe la technologie des LMD (les Life Model Decoy (en) ou « Simulacre de vie modélisée » en français), des androïdes qui sont les copies conformes d'une personne. Certains furent utilisés contre le SHIELD, remplaçant des membres importants, jusqu'à ce que Fury ne découvre l'infiltration organisée par le Zodiaque.
Dans le cadre de ses activités, le SHIELD est chargé dans les années 1970 de stopper Godzilla et construit dans ce but un robot géant, nommé Red Ronin (en).

### Période récente
À l'ère moderne, le SHIELD fait face à l'augmentation significative du nombre d'individus améliorés (ceux avec des super-pouvoirs), de technologies avancées dangereuses et de contacts avec des races intelligentes extraterrestres.
L'agence devient publiquement connue après la bataille de New York, en partie grâce au site web de Rising Tide.

### Secret War
À la suite de Secret War (en), une opération secrète menée par le SHIELD en Latvérie dans les années 1990, Nick Fury quitte son poste de directeur de l'organisation. C'est la jeune américaine Maria Hill, jugée neutre vis-à-vis des super-héros mais toutefois patriote, qui prend alors sa place.
En 1995, les agents Nick Fury et Phil Coulson sont envoyés pour enquêter sur une femme mystérieuse qui s'est apparemment écrasée sur Terre. Cette femme prétendait être Vers, une guerrière Kree qui tentait d'empêcher les Skrulls métamorphes de s'emparer de la planète. Fury rencontre quelques Skrulls après avoir suivi Vers à la poursuite de l'un d'entre eux, et tue un Skrull qui se faisait passer pour Coulson.
Fury retrouve Vers et, ensemble, ils apprennent son origine sur Terre en tant que pilote qui avait aidé le Kree Mar-Vell à tester un moteur supraluminique. Cependant, ils doivent fuir le Skrull Talos qui se fait passer pour le directeur R. Keller. Fury et Vers rendent visite à Maria Rambeau, une amie de Vers à l'époque celle-ci était sur Terre, qui l'aide à apprendre son vrai nom, Carol Danvers.
Le Skrull Talos les retrouve mais révèle qu'il veut seulement trouver un nouveau foyer pour son peuple, et que l'armée Kree est à la recherche de la source du moteur supraluminique. Fury, Danvers, Rambeau, Talos et le Flerken Goose s'envolent alors vers le laboratoire de Mar-Vell dans l'espace, où ils trouvent la source du moteur supraluminique, le Tesseract et le peuple de Talos. Cependant, les Kree les retrouvent, et pendant que Danvers combat leur armée, Fury et les autres retournent sur Terre avec le Tesseract et les Skrulls. Danvers finit par faire reculer les Kree.
Danvers demande à Fury de garder le Tesseract pendant qu'elle recherche un nouveau foyer pour les Skrulls et essaye de mettre fin à la guerre Kree-Skrull. Avant de partir, elle rend à Fury son pager transmetteur, désormais capable d'appeler Danvers sur des galaxies de distance en cas d'urgence.

### Civil War
Lors du crossover Civil War, le SHIELD fait la chasse aux super-héros rebelles. Tous ceux qui signent la loi d'enregistrement « Superhuman Registration Act (en) » se retrouvent soumis aux ordres du directeur du SHIELD.
À la fin du conflit, Maria Hill, se sentant piégée par le gouvernement, offre son poste à Tony Stark (Iron Man) ; elle reste toutefois son assistante. Stark accepte de lui succéder et fait construire un second héliporteur du SHIELD, aux couleurs d'Iron Man, et ajoute même une boite à suggestions. Il explique à Hill qu'il n'aimait pas l'ancien héliporteur parce qu'il « sentait trop le cigare » à son goût (Fury était un grand amateur de cigares). Stark met aussi en place le programme Initiative, visant à ce que chaque État des États-Unis soit protégé par une équipe de super-héros agréés par le gouvernement.

### Dissolution du SHIELD par Norman Osborn
N'ayant pas pu prévenir la l’invasion secrète qui a vu les extraterrestres Skrull s'infiltrer dans les principales organisations de la Terre et détourner la technologie de Stark industries, Tony Stark est renvoyé par le président Ellis Matthew qui nomme Norman Osborn directeur d'une nouvelle agence, le HAMMER, qui intègre les infrastructures du SHIELD.
Osborn dissout l'agence et renvoie les 1 200 agents du SHIELD. Une partie de ceux-ci rejoint Nick Fury, qui utilise toujours pour ses opérations les installations secrètes du SHIELD que la nouvelle direction du HAMMER ne connaît pas.
Les agissements criminels de Norman Osborn ayant été révélés au monde lors de sa tentative d'invasion d'Asgard, le gouvernement américain se rend compte de son erreur et l'accuse de haute trahison, et le renvoie.

### Recréation par Steve Rogers
Le HAMMER est à son tour dissous, tandis que Steve Rogers (Captain America) est nommé à la tête de l’Initiative et de la communauté héroïque à la place de Norman Osborn. Rogers préfère alors ne pas recréer le SHIELD, se limitant à constituer une équipe de Vengeurs secrets afin de pouvoir mener des opérations secrètes si nécessaires.
Quand Osborn réapparaît à la tête d’un nouveau HAMMER et de nouveaux Dark Avengers, maintenant alliés non seulement à l'HYDRA mais aussi à l’AIM, Steve Rogers décide de recréer le SHIELD et recrute certains de ses anciens agents avec de nouveaux, et occupe à son tour le poste de directeur. Le nouveau SHIELD demeure sous la direction de Rogers jusqu’à ce que celui-ci reprenne son identité de Captain America, cédant alors la place à la jeune Daisy Johnson.

### Poursuite avec Daisy Johnson et retour de Maria Hill
Sous la direction de Daisy Johnson, le SHIELD et les Vengeurs se rapprochent et Steve Rogers créée, entre autres, les Secret Avengers, une équipe chargés d’opérations secrètes en lien avec les activités du SHIELD.
L’organisation se retrouve bientôt en opposition avec l’AIM, désormais dirigé par Andrew Forson, qui réussit à obtenir pour son organisation criminelle un statut d’État indépendant aux sein des Nations unies.
Les échecs successifs du SHIELD sous l’ère Johnson conduisent finalement à sa destitution à la tête de l’agence, au profit de Maria Hill, qui renoue rapidement avec les Vengeurs de Steve Rogers afin que les deux groupes continuent d'œuvrer main dans la main.

## Organisation

### Quartier général et bases
Le quartier général (QG) du SHIELD est à l'origine une base volante appelée « héliporteur du SHIELD » (« Helicarrier (en) » en VO). Ce vaisseau aérien (schématiquement, une sorte de « porte-avions volant ») a été conçu pour disposer d’une source d’énergie indépendante et une capacité de vol illimitée, en plus des fonctions standard de tout appareil aérien. Voir la section « Équipement » pour plus de détails sur l'héliporteur.
Bien que les différents héliporteurs construits au fil des ans aient longtemps été considérés comme la principale base mobile du SHIELD, le Directoire possède également un certain nombre de bases terrestres à travers le monde, notamment le « SHIELD  Central » à New York. Bien que certaines de ces bases soient accessibles au public sur une base limitée, la plupart ne sont pas divulguées publiquement, pour des raisons de sécurité planétaire.
Il existe plusieurs bases du SHIELD entièrement équipés d'abris anti-atomiques et qui sont disséminés dans le monde, vingt-huit d'entre elles n'étant connues que de Nick Fury. Pendant les événements de la guerre civile, Nick Fury se cachait dans l'une de ses bases, située aux États-Unis. Il a également divulgué l'emplacement de l'une d’entre-elles à Captain America, afin que le groupe de résistance à la loi d’enregistrement des surhumains qu'il menait puisse l'utiliser comme lieu sûr.
Actuellement, les bases d’opérations du SHIELD comprennent un héliporteur mobile ainsi que diverses bases terrestres et héliporteurs, disposés à différents endroits du globe : en Allemagne, au Brésil, au Canada, en Égypte, aux États-Unis (notamment le Central SHIELD à New York), en France, Grèce, Inde, Italie, Mexique, Pérou et en république démocratique du Congo.
Le SHIELD dispose également de bases non terrestres, dont une station spatiale en orbite autour de la Terre et une autre sur la Zone bleue de la Lune.

### Niveaux d'accréditations
L’organisation du SHIELD posséde à l'origine 10 niveaux d'accréditations, ainsi que les niveaux « Alpha », « Omega » et « Tango ».
À mesure que les agents du SHIELD progresse au delà du niveau 1, ils ont accès à plus d’informations et, le plus souvent, à plus de pouvoir même si le rang et le niveau d’autorisation ne sont pas nécessairement corrélés. Par exemple, pour que les agents connaissent toutes les informations concernant la bataille de New York, ils doivent être de niveau 7. Le niveau d'habilitation d'un agent n'est pas basé sur la durée de son appartenance à l'agence, mais principalement sur ses performances.
Au niveau interne, les accréditations des agents du SHIELD dépendent d'un code allant de 1 à 10, donnant accès à l'équipement, aux informations et aux renseignements secrets correspondants :
- Maria Hill est de niveau 9. Un statut externe, appelé « Champion », lui octroie la possibilité de former à tout moment une équipe pour une mission spécifique. Captain America possède aussi ce statut ;
- l'agent Phil Coulson était de niveau 7 au cours de la bataille de New-York et de ses évènements proches ;
- Nick Fury est le seul agent de 33e degré du SHIELD, c'est-à-dire qu'il est le seul à connaître l'existence des 28 bases secrètes du SHIELD à travers le monde.

### Personnel

#### Directeurs
Le SHIELD a été dirigé (dans les comics) successivement par :
- Colonel Rick Stoner[3] : premier directeur exécutif connu. Assassiné par le groupe terroriste HYDRA ;
- Colonel Nick Fury[4] : agent de niveau 10 (lors de sa nomination) et le plus célèbre directeur exécutif du SHIELD, qu'il a dirigé pendant plusieurs années jusqu'aux événements de Secret War (en) où il se retira de la profession, devenant même un fugitif ; seul directeur du SHIELD à avoir atteint le niveau d’accréditation 33 ;
- Timothy « Dum Dum » Dugan[4] : troisième directeur exécutif connu. Ancien caporal de Fury dans son escouade lors de la Seconde Guerre mondiale ;
- G. W. Bridge[5] : quatrième directeur exécutif connu ;
- Capitaine Jacob « Ski » Strzeszewski[1] (positon exacte non précisée) ;
- Sharon Carter (Agent 13)[6] : cinquième directeur exécutif connu. Elle est souvent désignée comme officier de liaison auprès de Captain America (Steve Rogers) ;
- Maria Hill[7] : sixième directeur exécutif connu. Agent de niveau 9 ;
- Anthony « Tony » Stark (Iron Man)[8] : septième directeur exécutif connu. Prend ce poste après Civil War ;
- Norman Osborn[9] : huitième directeur général connu. Prend cette position après Secret Invasion. Démantèle le SHIELD et le renomme HAMMER ;
- Commandant Steve Rogers (Captain America)[10] : neuvième directeur exécutif connu. Désigné comme le « meilleur flic d'Amérique » après le siège d'Asgard, l'arrestation de Norman Osborn, le démantèlement du HAMMER et l'abrogation de la loi « Superhuman Registration Act (en) ». Il est ensuite reconduit dans ses fonctions au cours du scénario de Secret Empire (en) où une version du SHIELD prend le contrôle des États-Unis et est ensuite dissous.
- Daisy Johnson (Quake)[1] : dixième directeur exécutif connu. Ancienne protégée de Nick Fury et fille de Calvin Zabo (Mister Hyde).
- Maria Hill[1] : second mandat.

#### Agents
Le SHIELD compte, ou a compté, parmi ses agents (dans les comics) :
- Norman Osborn (ancien directeur) ;
- Tony Stark (Iron Man, ancien directeur) ;
- Nick Fury (ancien directeur, ancien chef des Howling Commandos, seul haut-gradé de niveau 33) ;
- Sharon Carter (l'Agent 13) ;
- Peggy Carter (ancien agent) ;
- Maria Hill (ancienne directrice et sous-directrice) ;
- Alex Remy (alias l’Indépendant ; agent de niveau 9 spécialisé dans le renseignement) ;
- Timothy « Dum Dum » Dugan (ancien haut-gradé et directeur, ancien membre des Howling Commandos) ;
- Jessica Drew (Spider-Woman, en fuite ; désormais membre des Vengeurs rebelles) ;
- Natasha Romanoff (la Veuve noire, après avoir quitté les Vengeurs) ;
- Steve Rogers (Captain America) ;
- Sam Wilson (le Faucon) ;
- Brent Jackson (désormais à la tête de Weapon X) ;
- Wendell Vaughn (Quasar) ;
- la comtesse Valentina De Fontaine ;
- Alexander Pierce ;
- Carol Danvers (Captain Marvel) ;
- Yelena Belova (la Veuve noire ; seconde version) ;
- John Walker (U.S. Agent) ;
- Gwen Stacy (Spider-Gwen) ;
- Cindy Moon (Silk) ;
- Scott Lang (Ant-Man) ;
- Hope van Dyne (la deuxième Guêpe) ;
- Flash Thompson (l'Agent Venom) ;
- Peter Parker (Spider-Man) ;
- Clay Quatermain (décédé) ;
- Daisy Johnson (désormais membre des Secret Warriors de Nick Fury) ;
- Barbara « Bobbi » Morse (l'Agent 19, alias Oiseau moqueur) ;
- Richard et Mary Parker (décédés au cours d'une mission secrète) ;
- Jasper Sitwell ;
- Gabriel Jones (ancien membre des Howling Commandos) ;
- Phil Coulson ;
- Clint Barton (Œil-de-faucon, ancien membre des Vengeurs) ;
- Raven Darkhölme (Mystique, désormais membre des X-Men) ;
- Isabella Hartley (décédée) ;
- Lance Hunter (en) (ancien agent du STRIKE) ;
- Kara (l'Agent 33, puis agent de l'HYDRA après un lavage de cerveau ; décédée) ;
- Victoria Hand (agent de niveau 9, assassinée par Ward) ;
- Grant Ward (affilié à l'équipe de Coulson, mais agent d'HYDRA loyal à John Garrett) ;
- Melinda May (bras droit de Philipe Coulson) ;
- Jemma Simmons (affiliée à l'équipe de Coulson) ;
- Léopold Fitz (affilié à l'équipe de Coulson).

### Formation
L'Académie des sciences et technologies (souvent abrégée en Sci-Tech) est une division de l’Académie du SHIELD qui forme des spécialistes en sciences et technologie.[réf. souhaitée]
L'Académie des opérations est une division du SHIELD qui forme des spécialistes et des agents de terrain, généralement envoyés ensuite dans les divisions tactiques comme le STRIKE.[réf. souhaitée]
L'Académie des communications est une division du SHIELD qui forme des spécialistes en technologies de communications. Généralement, des techniciens ou des ingénieurs sortent de cette académie.[réf. souhaitée]

## Équipement

### Armement
Les agents réguliers du SHIELD sur le terrain sont généralement équipés d'un pistolet de calibre 9 mm, habituellement un Glock 17 ou plus récemment un Smith & Wesson M&P. Une branche militaire du SHIELD utilisée pour la sécurité lourde a aussi accès à des armes personnelles de niveau militaire. Quelques agents d’élite sélectionnés portent également des armes moins classiques, telles que des explosifs ou des arcs.
Le projet du SHIELD intitulé « Phase 2 » a été consacré à faire progresser la technologie des armes et à analyser les armes à énergie dirigée extraterrestres.

#### Armes régulières

##### Pistolets et armes de poing
- Smith & Wesson M&P : arme de poing standard des agents du SHIELD et de Nick Fury.
- Glock 17 : arme de poing standard des agents du SHIELD avant le Smith Wesson M&P.
- Smith & Wesson M&P Compact : utilisé par des agents sur le terrain dans des opérations qui exigent une plus grande mobilité.
- Glock 19 : arme de poing primaire des agents de STRIKE et employée par Maria Hill.
- Sig-Sauer P226 : porté par des agents du STRIKE et des agents du SHIELD sur le terrain ; arme de poing principale de Brock Rumlow.
- Colt M1911-A1 : utilisé par les commandos STRIKE pendant la bataille de Washington D.C. et par Robert Gonzales comme arme de poing principale.
- CAA Tactical RONI-SI1 : utilisé par des agents sur le terrain.
- Beretta 92FS : utilisé par les agents Hunter et Hartley, alors déguisés en aviateurs américains.
- Glock 26 : arme de poing principale de la Veuve noire, qui l’a utilisé principalement lorsqu'elle travaillait avec les Avengers du STRIKE.
- FN FNX-9 (en) : arme de poing principale de Sharon Carter, qui l’a utilisé principalement pendant l’avènement d'HYDRA.
- Heckler & Koch P30 : arme de poing principale de Hawkeye, qui l’a utilisé principalement lorsqu'elle travaillait avec les Avengers.
- Walther PPK/S : arme primaire des frères Koenig, utilisée principalement pour se défendre contre les agents d’HYDRA.
- Tokyo Marui Strike Warrior : utilisé par Melinda May pour frapper Andrew Garner et l'envoyer dans un module de confinement.
- Smith & Wesson Model 910 (en) : utilisé par Skye pour se défendre contre Akela Amador.
- Walther CP99 : stocké dans l’armurerie sur le site d'investigation du SHIELD du Cratère.

##### Mitraillettes
- Heckler & Koch UMP45 : utilisé par John Garrett et Ward Grant lors de la descente de la Guest House.
- Heckler & Koch MP5A3 : utilisé par Lance Hunter lors de la bataille sur le navire Maribel del Mar et obtenue par Bobbi Morse et Joey Gutierrez lors de l’attaque sur le château d'HYDRA.
- FN P90 : stocké dans l’armurerie sur le site d'investigation du SHIELD du Cratère.

##### Fusils de chasse
- Remington 870 : utilisé par divers agents du SHIELD, plus particulièrement par les ingénieurs et techniciens.
- Mossberg 500 : utilisée par Lance Hunter et Phil Coulson pendant l’enlèvement de Thomas Ward.

##### Fusils d’assaut et carabines
- Colt M4-A1 : fusil d’assaut primaire des agents du SHIELD pendant le combat et des opérations du STRIKE ; principalement utilisé avant la guerre civile du SHIELD avant d’être éliminé en faveur du Tavor TAR-21. Réintroduite plus tard dans l’arsenal du SHIELD à la suite de la Guerre inhumaine.
- IMI Tavor TAR-21 : fusil d’assaut principal des membres du SHIELD de la faction travaillant pour Robert Gonzales, et plus tard de tous les agents du SHIELD à la suite de la guerre civile du SHIELD sous la direction de Phil Coulson.
- FN F2000 : arme à feu standard pour les agents de STRIKE, surtout ceux lors du raid sur le Lemurian Star.
- Carabine Colt LE : utilisée par les agents du SHIELD pour sécuriser la zone au cours de l'enlèvement de Charles Hinton par l’HYDRA.
- FN SCAR-H : utilisé par les gardes de sécurité du SHIELD travaillant sous la direction de Robert Gonzales sur l’Illiad.
- Steyr AUG A3 : utilisé par le commando STRIKE de Brock Rumlow.
- Daniel Defense DDM4 MK18 : établi par Lance Hunter à utiliser lors de l’attaque sur le Retreat.
- M16-A4 : stocké dans l’armurerie sur le site d'investigation du SHIELD du Cratère.
- SIG-Sauer SG552 : stocké dans l’armurerie sur le site d'investigation du SHIELD du Cratère.

##### Fusils de sniper
- Nemesis Arms Vanquish : utilisé par Grant Ward sur Mike Peterson dans le cas où il devait être éliminé ; également utilisé par Skye pour éliminer Donnie Gill lors de la bataille sur le Maribel del Mar.
- Remington MK 13 Mod 5 (en) : utilisé par les agents Triplett et Hunter pour tenter d’assassiner Carl Creel.
- Desert Tactical Arms Stealth Recon Scout : utilisé par Grant Ward pour fournir Overwatch lors de l’échange d’otages entre le SHIELD et mille-pattes[Quoi ?] sur le pont.
- Remington 700PSS : stocké dans l’armurerie sur le site d'investigation du SHIELD du Cratère.

##### Mitrailleuses lourdes, miniguns et armes anti-matériels
- General Dynamics GAU-17/A : minigun monté sous le poste de pilotage de tous les avions Quinjets (en) du SHIELD.
- General Dynamics GAU-22/A : minigun monté sur la coque des chasseurs Lockheed Martin F-35 Lightning II.
- General Dynamics M197 Vulcan : mitrailleuse gatling montée sous le poste de pilotage des hélicoptères du SHIELD.
- Phalanx CIWS : système de défense anti-missile et antinavire monté sur le projet Insight de l'héliporteur du SHIELD.
- Browning M2HB : mitrailleuse montée sur une tourelle automatisée défendant Providence.

##### Lanceurs
- Olin Flare Gun : utilisé par Leo Fitz au feu d’une fusée dans le Monolithe comme signal pour Jemma Simmons.
- Orion Flare Gun : utilisé par Leo Fitz pour enflammer Hive, qui possédait le corps de Will Daniel.
- RM Equipment M203PI : montés sur des carabines M4A1 ; utilisé par Phil Coulson et Antoine Triplett pour défendre Providence des Forces spéciales.
- Fabrique Nationale EGLM : montés sur des fusils FN SCAR-H ; utilisé par John Garrett pour se défendre contre une attaque de Deathlok.
- Milkor MGL Mk 1L : utilisé par Lance Hunter avec une grenade électrique pour appréhender Vin-Tak.
- M136 AT4 : utilisé par un commando du STRIKE embarqué sur le projet de l'héliporteur Insight.
- Airtronic RPG-7 : utilisé par Nick Fury pour empêcher le décollage d’un avion de chasse armé d’un missile nucléaire.
- Lance-grenades MM1 : utilisé par les agents qui ont tenté de détenir Bruce Banner en garde à vue en Inde.

##### Explosifs
- Grenade à fragmentation M67 : portée par des agents du STRIKE.
- Grenade de 40 mm : munitions pour le M203, EGLM, MGL et MM1.
- Grenade fumigène M18 : utilisée pour fournir une couverture, comme durant le raid de l’entrepôt du gouvernement.

##### Armes de mêlée
- bâton Taser : utilisé par les commandos STRIKE pour neutraliser leurs cibles.
- bouclier anti-émeute Protecop BOSH007 : utilisé par les commandos STRIKE de protection personnelle, contre les débris projetés et les balles de petit calibre.

#### Armes spéciales
- Destroyer Armor Prototype Gun
- Night-Night Gun and Pistol
- Thunderstick
- I.C.E.R.s
- Taser Projectile Launcher
- Overkill Device
- Taser Rod
- Electric Net Grenade
- Wristbow
- Cloaked Gun

### Véhicules

#### L'héliporteur du SHIELD
L’héliporteur du SHIELD (« Helicarrier (en) » en VO) est une plateforme aérienne (base d’opérations mobile) apparue pour la première fois (dans sa première version) dans le comic book Fury #1 en mai 1994, créé par Barry Dutter et M. C. Wyman. En France, il apparaît dans Strange Spécial Origines no 312 en août 1996.
Spécifiquement conçu afin de disposer d’une source d’énergie indépendante et d’une capacité de vol illimitée, en complément des fonctions conventionnelles à tout appareil aérien, les différents modèles de l'héliporteur sont la propriété exclusive du SHIELD.
Dans les comics, l’héliporteur a été conçu par Tony Stark (avec Stark Industries) allié à Red Richards, et a ensuite été amélioré par Forge.
L’héliporteur, en plus de contenir des vaisseaux volants (comme un porte-avions traditionnel), est lui-même équipé de plusieurs armements. Il comprend notamment un ensemble de canons antiaériens, dotés de projectiles allant des obus de 40 mm à un arsenal nucléaire. Il est aussi équipé d’armements plus exotiques, notamment des systèmes de défense antimissile, des missiles à tête chercheuse de radiations ou à infrarouge, des générateurs de singularité quantique, de la « Corne du Diable » — un dispositif capable de briser tous les matériaux, y compris de l’adamantium secondaire — et un arsenal anti-radiations. L’héliporteur peut aussi générer un champ de force protecteur autour de ses systèmes vitaux, afin de se protéger des attaques.

#### Autres
Le SHIELD maintient des flottes de véhicules de marques Acura et Lexus pour le déploiement régulier sur le terrain de ses agents et scientifiques. Il dispose notamment d'éditions personnalisées des modèles Acura MDX, Acura TL, Acura ZDX, Lexus GS 350, Lexus GX 460 et Lexus IS peints en noir, portant le sceau du SHIELD et équipés d'une technologie de surveillance sophistiquée.
Le bras armé du SHIELD utilise une gamme de véhicules adaptés pour la sécurité urbaine, ainsi que des avions dotés de capacités de combat qui comprennent des hélicoptères et des avions de chasse. Cette branche a aussi accès à des types d’appareils exclusifs.
- Héliporteur no 64 : porte-avions aérien et unité de commandement
- porte-avions Iliad : unité navale et de commandement
- Chevrolet Corvette 1962 modifiée (« Lola ») : voiture à technologie VTOL (décollage et atterrissage verticaux)
- avions Quinjets (en) du SHIELD : avions VTOL armés
- motos
- SUV
- véhicules de transport
- Zephyr One

## Agences tierces
Le SHIELD possède aussi des sous-agences, aux missions bien précises.

### STRIKE
Le STRIKE (« Special Tactical Reserve for International Key Emergencies » ; en français « Réserve tactique spéciale pour les urgences clés internationales ») est une agence proche du SHIELD basée en Angleterre. Elle apparaît pour la première fois dans le comic book Captain Britain #17 en février 1977.
Le STRIKE est également connu pour avoir eu comme membre la mutante Betsy Braddock, alias Psylocke. Cependant, l'organisation a été infiltrée par des espions, ce qui a conduit à des complications et à la séparation de Psylocke de l'agence.
Dans l'univers cinématographique Marvel (MCU), le STRIKE a également fait des apparitions : dans le film Captain America : Le Soldat de l'hiver, le personnage de Brock Rumlow est membre du STRIKE et joue un rôle important dans l'intrigue. Dans la série télévisée Marvel : Les Agents du SHIELD, le STRIKE est présenté comme l'unité d'intervention antiterroriste du SHIELD. Dans cette série, le STRIKE est souvent mentionné en relation avec des opérations spéciales et missions à haut risque.

### SWORD
Le SWORD (« Sentient World Observation & Response Department » ; en français « Département de réponse à l'observation du monde sensible ») est une agence spécialisée dans la surveillance et la réponse aux menaces extraterrestres. Elle est souvent associée à l'équipe des X-Men. Créée par le scénariste Joss Whedon et le dessinateur John Cassaday, l'agence apparaît pour la première fois dans le comic book Astonishing X-Men (vol. 3) #6 en décembre 2004.
Le SWORD est présenté comme une agence-sœur du SHIELD qui se concentre sur les menaces provenant de l'espace, le SHIELD se concentrant lui principalement sur les menaces terrestres. L'agent Phil Coulson en est le responsable durant les comics book Daisy Johnson #3.
Depuis lors, le SWORD est devenu un élément récurrent de l'univers Marvel, apparaissant dans de nombreuses séries de comics, ainsi que dans d'autres médias comme les dessins animés, les jeux vidéo et les films.
Au sein de l'univers cinématographique Marvel, elle joue un rôle important dans la série télévisée WandaVision.

### SAFE
Le SAFE (« Strategic Action For Emergencies » ; en français « Action stratégique pour les urgences ») est une unité d'intervention spécialisée opérant sous l'égide du SHIELD. Son mandat principal est la gestion des situations de crise et des menaces graves pour la Sécurité nationale et internationale, requérant des actions tactiques immédiates et précises.
Les membres du SAFE sont sélectionnés parmi les agents hautement qualifiés du SHIELD, choisis pour leurs compétences exceptionnelles, leur expérience opérationnelle et leur aptitude à travailler sous la pression. Avant d'intégrer l'unité, ces agents subissent une formation intensive couvrant divers domaines, notamment les tactiques d'intervention, la négociation de crise, le tir de précision et la gestion du stress.
Le SAFE est équipé pour intervenir rapidement et efficacement dans des scénarios critiques tels que les prises d'otages, les attaques terroristes et les situations d'individus barricadés. Leurs tactiques d'intervention reposent sur une combinaison de compétences techniques avancées et de coordination stratégique, visant à minimiser les risques pour les otages et à neutraliser les menaces avec précision.
Le SAFE travaille en étroite collaboration avec d'autres unités du SHIELD, en raison de sa similarité avec le STRIKE.

### EuroM.I.N.D
L'EuroM.I.N.D. (« European Monitoring Investigation and Enforcement Division » ; en français « Division européenne de surveillance, d'enquête et d'application ») est la branche européenne du SHIELD chargée de surveiller, enquêter et faire respecter la loi sur le territoire européen. Elle travaille en étroite collaboration avec les autres divisions du SHIELD ainsi qu'avec les agences de sécurité nationales des pays membres de l'Union européenne.
EuroM.I.N.D. est dotée de ressources et de technologies avancées pour surveiller les menaces potentielles et répondre rapidement aux situations d'urgence.
Après un certain temps, EuroM.I.N.D. est placée sous le contrôle du conseil SHAPE (Supreme Headquarters Allied Powers Europe), ce qui renforce sa coordination avec les forces de sécurité européennes.

### STAKE
Le STAKE est une division spécialisée du SHIELD qui se concentre sur les phénomènes surnaturels et les menaces d'origine paranormale.
Ses agents sont formés pour enquêter sur les activités anormales, analyser les risques associés et élaborer des stratégies pour neutraliser les menaces. Ils travaillent souvent en collaboration avec des experts en occultisme, des scientifiques spécialisés dans les sciences paranormales et des praticiens de la magie afin de mieux comprendre et contrer les forces mystiques qui pourraient mettre en danger la sécurité mondiale.

### WAND
Le WAND (« Wizardry, Alchemy and Necromancy Department ») est une division du SHIELD  qui se concentre spécifiquement sur les questions liées à la magie, à l'alchimie et à la nécromancie.
Ses agents sont formés pour identifier, surveiller et contrôler les utilisateurs de magie, ainsi que pour enquêter sur les artefacts magiques potentiellement dangereux. Ils sont souvent confrontés à des menaces ésotériques et doivent utiliser leurs connaissances spécialisées pour contrer les rituels malveillants, les sorts destructeurs et les entités démoniaques. WAND joue un rôle crucial dans la protection du monde contre les forces occultes et les dangers mystiques.

### DODC
Le DODC (« U.S. Departement Of Damage Control (en) » ; en français « Département américain du contrôle des dommages ») est une agence américaine de construction spécialisée dans la réparation des dommages matériels causés par les conflits entre super-héros et super-vilains. Elle apparaît pour la première fois dans le comic book Marvel Age Annual #4 en juin 1988.
Crée par Tony Stark (avec sa société Stark Industries), l’agence est chargée de gérer et réparer les dégâts d'autres incidents impliquant des éléments extranormaux, pour la censure et éviter la propagation de scandales internationaux.
Elle a agit durant le conflit opposant les Vengeurs aux forces de Thanos.

## Versions alternatives

### HATE
Le HATE (« Highest Anti Terrorism Effort ») est une version alternative et parodique du STRIKE créée par le scénariste Warren Ellis pour la série limitée Nextwave: Agents of H.A.T.E., pubiée en 2006-2007.
Il s'agit d'une agence gouvernementale qui n'est pas directement liée au SHIELD dans le canon principal des comics Marvel. Le chef du HATE (la HAINE en VF), le général Dirk Anger, est une parodie de Nick Fury. Cette série représente le HATE comme étant une organisation secrète aux motivations suspectes, dirigée par le fou Anger qui a des problèmes de maîtrise de soi et de sexualité.